# 高波奈々未
高波 奈々未（たかなみ ななみ、1994年12月8日 - ）は、日本のAV女優。テスター所属

## 略歴・人物
兵庫県出身で、元歯科衛生士。
2018年5月にAVデビュー。

## 出演作品

### アダルトDVD
2018年
- どんなにSEXや手マンが下手な男でも100%潮吹きイキしちゃう敏感体質! 現役女子大生・サークルの姫がAVデビュー!!（5月13日、MOODYZ）
- 童貞チ○コが友達マ○コに挿入されている所を見て欲情する女子大生たち!夢の女友達2人で赤面童貞筆下し!（6月7日、SODクリエイト）
- 友人の彼女のパンツのいやらしいヒップラインに興奮!両手両足を拘束し固定極太バイブでエロ尻イキ潮連続噴射! 2（6月15日、DOC）
- 乳首しゃぶらせながら手コキ! 短時間で射精をさせたら、高額賞金GET!（7月26日、SODクリエイト）
- 「あんっ…このまま挿れちゃう?」 心やさしい名門女子大生たちに童貞君の為にSEXの練習台になってもらいました!素股までのはずがヌルヌルくちゅくちゅ愛液マ○コにヌルっと挿入!?覚醒した絶倫童貞チ○ポは何度イってもガン無視ピストン!! 連続中出し合計13発!!（7月27日、DOC）※「なな」名義
- 箱根湯本温泉で見つけたお嬢さん タオル一枚 男湯入ってみませんか? 歴代ミッションの中からユーザーが選んだ超人気ミッションBEST20 全編撮りおろし8時間SP!!（8月1日、SODクリエイト）
- 顔出し解禁!! マジックミラー便 都内有数の名門大学に通う高学歴女子大生 初めてのクリトリスいじられっぱなし体験編 身体中で最も敏感な性感帯を集中的にこねくりまわされ恥じらいクリイキ! 感度が急上昇したインテリ女子大生はデカチンSEXで絶頂の向こう側へ!!（8月19日、ディープス）
- 高貴なる肉若妻 瀬奈の巻（8月26日、ジュエル）※「片桐瀬奈」名義
- 相席居酒屋でナンパした仲良し2人組をお持ち帰り。コソコソHしていると隣の部屋にいるガードの堅い女友達はヤラせてくれるか 【其の25】（9月1日、変態紳士倶楽部）
- 車内防犯カメラ盗撮 美人妻を車内に連れ込んでめちゃくちゃ不倫セックスした件 2（9月1日、変態紳士倶楽部）
- 「中出しされて妊娠したくないなら一緒に来た友達をここに呼び出してよ!」 絶倫少年合宿所 女子大生連鎖中出し輪姦 10人大連鎖SP!（9月7日、アパッチ）
- めっちゃ好き! 濃紺ブルマ風船 2（9月7日、アキバコム）
- 陸上ガール No.02 〜TOKIO-H.S. 1（9月7日、A-style）
- CF×FC NEW FIGHT CLUB Vol.04（9月7日、キャットファイト×フェチクラブ）
- 素人三十路妻に中出し12発ドキュメント（9月20日、センタービレッジ）
- 勤務明けの白衣の天使がデカチン清拭に挑戦!! 患者ではありえないガチガチにフル勃起したデカチンを目の前に現役ナースはムラムラぐっちょり発情!?ナース服もそのままに! 着衣デカチン激ピス連続生中出し性交!!（9月21日、DOC）
- 発汗体液まみれのアスリート妻（9月25日、豊彦）※「麻倉みどり」名義
- 街角シロウトナンパ 27 昼呑み人妻ナンパ編（9月28日、プレステージ）※「りな」名義
- 何もない日常が辛すぎた地方在住の美人妻がワンデイ上京 媚薬で焦らし高めて敏感膣奥生中出し 2 from 秋田・山梨・富山・大阪 ガチハメEXTREME!! 275分撮り下ろし（10月10日、ホットエンターテイメント）
- マジックミラー号 灼熱のビーチで見つけた水着美女限定“おっぱい祭り” ちっぱいからデカパイまで!この夏で特に美乳だった15名全員とSEX大成功! ALLおっぱい発射8時間スペシャル!（10月11日、SODクリエイト）
- 素人娘は射精(だ)しても射精(だ)しても止めてあげない! 知人男性のチ○ポを素手・お口で連続ザーメン発射! 4 恋人以外の男女限定20名 恥ずかしいけどもっと射精(だ)して! Hな手コキ・フェラでたっぷり4時間SP（10月11日、SODクリエイト）
- 癒したがりの女神が集うハーレムエステ（10月25日、アイエナジー）
- 美少年ヒーロー奴隷化計画 〜女装化快楽調教へ 堕ちた少年〜（11月9日、GIGA）
- 出張マッサージで際どい所を何度も刺激されイク直前に終了させられた人妻は自ら延長を申し入れ挿入中出しを懇願する! 10（11月9日、MAGIC）
- 親切はセックスの始まり! 突然のゲリラ豪雨でズブ濡れになった先輩女子を部屋に避難させたら「ありがとう!お礼させて!」と股間を擦り付け挿入して来た!（11月19日、ぐりーんあっぷる）
- 浮きブラして美乳首がチラ見えしている無防備女子は、見られている事に大興奮!勃起乳首をねぶり回され何度もイキまくり!!（11月30日、DOC）
- 素人ナンパ GET!! No.199 ビキニ熱盛 クレイジーダイブ編（12月7日、桃太郎映像出版）
- 素人ナンパ エッチ大好きだけど夫には相談できない人妻の初めてのおちんちん大研究（12月20日、アイエナジー）
- 結婚記念日メモリアルヌード撮影で旦那の前で若いモデルと素肌密着。固いち●ぽに濡れるアソコを恥じらい隠す貞操妻はそのまま寝取られてしまうのか?（12月28日、赤面女子）

2019年
- 他の生徒の目を盗んでボクだけにパンチラ誘惑するみなみ先生（1月13日、アイデアポケット）
- お姉ちゃんが初クンニの快感でカマキリ挟みイキ!! ボクには超奥手で恥ずかしがり屋の姉がいるのですが、最近彼氏ができてなんだか様子がおかしい?そんな矢先「アソコを舐めてほしい…」と姉から衝撃のお願いが!?恥ずかしすぎて彼氏からのクンニを拒否していたのに、そろそろ断れなさそう…だから先にボクでクンニ体験して慣れようしている!?必死なお願いに負けて舐める事になったのですが…姉がめちゃくちゃ感じてるんですけど!?あんなに恥ずかしがっていたのに、と思ったらボクの頭をカマキリ挟みするほど超絶イキまくり!最終的にはボクのチ◯ポを挿れたがるほど淫乱女に豹変!（1月19日、Hunter）
- アソコはヌルヌル!潮吹きしまくり! 素人カップル限定! 彼氏と生電話しながら手マンクイズタイムショック（1月19日、ATOM）
- ガチンコ中出し!顔出し!人妻ナンパ in麹町（1月26日、ビッグモーカル）
- 町内会の若妻の集まりで男はボク1人だけの王様ゲーム 3（2月21日、アイエナジー）
- エロエロ! AV面接 Vol.2（2月22日、黒船）
- 声優さんの日常的パンチラ 〜声のお仕事してる女の子は無防備!?〜（2月25日、アロマ企画）
- お尻AJOI 究極の完全主観オナニーサポートDVD アナル見せつけ挑発（3月13日、アロマ企画）
- 挑発! デカ尻 ワ○メちゃんstyle（4月25日、アロマ企画）
- 若者のセックス離れって本当!? 街で見かけた一般の男女に謝礼でキスのお願い!その後二人っきりにさせたら謝礼なしで進展はあるのか!? 4（5月10日、ホットエンターテイメント）
- ママ友同士で不倫シェア! 2人だったら罪の意識も薄れちゃう!? 人妻たちと逆3Pで王様三昧 男だったら誰もが1度は経験したい ナンパ贅沢セックス（7月10日、ホットエンターテイメント）
- 何もない日常が辛すぎた地方在住の美人妻がワンデイ上京 媚薬で焦らし高めて敏感膣奥生中出し 300分SPガチハメEXTREME!!（7月10日、ホットエンターテイメント）
- 金曜日のあら、スケベ カメラを向けてスケベな願望を言わせたらみんなドM説（7月13日、あら、スケベ）
- お尻の穴の収縮とシワの本数までバッチリ分かるアナルひくひくオナニー 2（7月25日、アロマ企画）

### アダルトVR
- 唾飲みVR 3 ハーレム唾たらしSP（2019年3月22日、SODクリエイト）
- 僕の周りは女性ばかり! ギュウギュウ車内で顔面目前キス寸前! 満員電車ラッキーポジションVR（2019年4月5日、SODクリエイト）

## テレビ
- ビ〜チ9（2018年7月、テレビ埼玉） - マンスリーゲスト
- 魚拓と成瀬のツキとスッポンぽん #203,#204（2018年7月22日,29日、パチ・スロ サイトセブンTV）
- 志村けんのバカ殿様 お年玉コント大放出スペシャル（2019年1月9日、フジテレビ）[2]

## 雑誌
- 実話ナックルズGOLD Vol.3（ミリオン出版） - 袋とじ「現役女子大生の裏バイト」